# Luciano Mendes de Faria Filho
Luciano Mendes de Faria Filho (Pocrane - MG, 3 de novembro 1964) é um professor, pedagogo, pesquisador e escritor brasileiro, com atuação nos campos da história da educação, educação e direitos humanos e pensamento social brasileiro.
É professor titular aposentado da Faculdade de Educação da Universidade Federal de Minas Gerais (FaE-UFMG) e docente do Programa de Pós-Graduação em Educação da mesma instituição, pesquisador do Conselho Nacional de Desenvolvimento Científico e Tecnológico (CNPq) e membro ativo de diversas redes de pesquisa nacionais e internacionais.

## Produção intelectual
Luciano Mendes é autor e organizador de mais de 50 livros acadêmicos e literários.  Entre suas obras, destacam-se:
- Uma Brasiliana para a América Hispânica: a editora Fundo de Cultura Econômica e a intelectualidade brasileira (décadas de 1940/1950).[5]
- Educação e Nação no Bicentenário da Independência.[6]
- História da Educação em Minas Gerais: da Colônia à República.[7]
- A primeira página e outros contos mexicanos.[8]
- A morte do professor.[4]
- O corpo do tempo.[9]
- Litterae Breves.[10]

Também contribuiu para a memória de intelectuais e práticas pedagógicas por meio de livros como:
- Neidson Rodrigues: intelectual, professor e gestor.[11]
- Coletivas e Singulares: memórias de estudantes de Pedagogia[12]

## Homenagens
Em 2024, por ocasião de sua aposentadoria da UFMG, foi homenageado com o lançamento de duas obras organizadas por Maria Lúcia de Resende Lomba: Organização do trabalho escolar e formação dos professores em Minas Gerais: 1900–1920 e Luciano Mendes de Faria Filho: um pensador engajado.
A primeira reúne sua pesquisa de iniciação científica desenvolvida em 1987, além de textos e análises sobre seu percurso como pesquisador. A coletânea destaca a importância do trabalho de Faria Filho na valorização da legislação educacional como fonte para a escrita da História da Educação, trazendo também contribuições de estudiosas como Natália Gil e Cleide Maciel.

## Formação acadêmica
Luciano Mendes é graduado em Pedagogia pela Universidade Federal de Minas Gerais (1988), com mestrado em Educação pela mesma instituição (1991), defendendo dissertação sobre a experiência do Instituto João Pinheiro, Fundação João Pinheiro, (1909–1934).Obteve o título de doutor em Educação pela Universidade de São Paulo (USP) (1996), sob orientação de Marta Maria Chagas de Carvalho, com a tese Dos pardieiros aos palácios: forma e cultura escolares em Belo Horizonte – 1906/1918.
Realizou ainda quatro estágios de pós-doutorado:
- Pontifícia Universidade Católica do Rio de Janeiro (2003–2004).[13]
- Universidade de Brasília (2011–2012).[13]
- Universidad Pedagógica Nacional do México (2018–2019), onde atuou também como Professor Visitante.[13]
- Universidade Federal de Pernambuco (2023).[13]

## Atuação acadêmica e científica
Na UFMG, dirigiu o Centro de Pesquisa, Memória e Documentação da Faculdade de Educação e coordenou o projeto interinstitucional Pensar a Educação, Pensar o Brasil – 1822/2022, rede que reúne dezenas de universidades em torno da reflexão e da produção e difusão de conhecimento sobre a história e os rumos da educação brasileira.
Faria Filho foi membro do Grupo de Pesquisa Portal do Bicentenário e do Grupo de Pesquisas Interdisciplinar em Formação Humana, Representações e Identidades (GEPIFHRI), ligado ao Centro de Educação da Universidade Federal de Pernambuco. Participou do Fórum de Ciências Humanas, Sociais e Sociais Aplicadas (FCHSSA) e é membro da Sociedade Brasileira de História da Educação (SBHE), entidade da qual foi vice-presidente. Foi também Secretário Regional da SBPC em Minas Gerais.
É membro do conselho editorial de diversos periódicos científicos, incluindo Educação e Realidade, da Universidade Federal do Rio Grande do Sul (UFRGS), Educação e Pesquisa (USP), História da Educação, Educação em Foco (UFJF), e Revista Mexicana de Historia de la Educación

## Atividades institucionais
Ele tem também atuação em órgãos de fomento à pesquisa e instituições científicas brasileiras. No CNPq, Faria Filho foi membro do Conselho Deliberativo (2014–2016), além de ter sido membro do Comitê de Assessoramento de Educação (2007–2010), participou da Comissão de Assessoramento Técnico-Científico (CATC) (2008–2009) e foi designado como Ponto de Contato Nacional para a área de Humanidades no 7º Programa Quadro de Cooperação com a União Europeia (2009–2011).
Ele também foi coordenador do GT História da Educação da Associação Nacional de Pós-Graduação e Pesquisa em Educação (ANPEd), vice-presidente da Sociedade Brasileira de História da Educação (2003–2007), secretário regional da SBPC Minas (2019–2021) e coordenador do Fórum de Ciências Humanas, Sociais e Sociais Aplicadas (FCHSSA), e da Câmara de Ciências Humanas, Sociais e Educação, da Fundação de Amaro à Pesquisa de Minas Gerais (FAPEMIG) (2013–2016).

## Outras atividades
Além da atuação acadêmica, é colunista do jornal Brasil de Fato MG, onde edita a coluna Cidade das Letras. É membro da Rede Brasileira de Educação em Direitos Humanos, seção Minas Gerais.

## Prêmios e distinções
- 2016 – Prêmio Amigo da Ciência, da Fundação de Amparo à Pesquisa do Estado de Minas Gerais (FAPEMIG).[22]
- 2024 – Docência: Sucessos do Ofício, Universidade Federal de Minas Gerais.[23]
- 2024 – Votos de Congratulações por atuação em defesa da educação básica e C&T, Assembleia Legislativa de Minas Gerais.[24][25]
- 2024 - Homenageado pela Faculdade de Educação da UFMG com o dossiê Luciano Mendes de Faria Filho: um pensador engajado.[10]